# Галлахер, Джимми
Джи́мми Га́ллахер (англ. Jimmy Gallagher; 7 июня 1901, Керкинтиллох, Шотландия — 7 октября 1971, Кливленд, штат Огайо) — американский футболист шотландского происхождения, правый полузащитник, игрок сборной США, участник чемпионатов мира 1930 и 1934 годов. Включён в Зал Американской Футбольной Славы.

## Карьера

### Клубная
В возрасте 12 лет Джимми Галлахер переехал из Шотландии в США. В 17 лет он подписал контракт с клубом «Тебо Яхт Бейсин» Футбольной Лиги Нью-Йорка. В 1921 году Галлахер сменил команду на «Джей-энд-Пи Коутс» в недавно сформированной Американской Футбольной Лиги и отыграл два сезона в составе команды. Сезон 1923—1924 гг. он начал в «Фолл-Ривер Марксмен», затем перешёл в «Нью-Йорк Джайантс», отыграв всего две игры в сезоне. Летом 1924 года состоялся его переход в «Флейшер Ярн». Спустя год Джимми Галлахер пополнил ряды клуба «Индиана Флуринг». Проведя на правах аренды три сезона за «Нью-Йорк Нэшнелз» и два за «Нью-Йорк Джайантс», Галлахер в конце концов на год оказался в «Нью-Йорк Филд Клаб». После этого он немного поиграл за клубы «Мальта Юнайтед» и «Кливленд Славия».

### В сборной
В составе национальной команды США Джимми Галлахер провёл 5 официальных матчей, в том числе три на первом чемпионате мира по футболу в Уругвае, где команда дошла до полуфинала. Галлахер также принял участие в товарищеском матче с бразильцами в рамках турне по Южной Америке уже после чемпионата. А последнее его появление в футболке национальной команды состоялось 24 мая 1934 года в отборочном матче к чемпионату мира в Италии против команды Мексики. Галлахер попал в заявку на чемпионат мира 1934 года, но на поле не выходил.
| Матчи и голы Джимми Галлахера за сборную США | Матчи и голы Джимми Галлахера за сборную США | Матчи и голы Джимми Галлахера за сборную США | Матчи и голы Джимми Галлахера за сборную США | Матчи и голы Джимми Галлахера за сборную США | Матчи и голы Джимми Галлахера за сборную США | Матчи и голы Джимми Галлахера за сборную США |
| -------------------------------------------- | -------------------------------------------- | -------------------------------------------- | -------------------------------------------- | -------------------------------------------- | -------------------------------------------- | -------------------------------------------- |
| №                                            | Дата                                         | Место проведения                             | Соперник                                     | Счёт                                         | Голы                                         | Турнир                                       |
| 1                                            | 13 июля 1930                                 | Монтевидео, Уругвай                          | Бельгия                                      | 3:0                                          | -                                            | Чемпионат мира 1930                          |
| 2                                            | 17 июля 1930                                 | Монтевидео, Уругвай                          | Парагвай                                     | 3:0                                          | -                                            | Чемпионат мира 1930                          |
| 3                                            | 26 июля 1930                                 | Монтевидео, Уругвай                          | Аргентина                                    | 1:6                                          | -                                            | Чемпионат мира 1930                          |
| 4                                            | 17 августа 1930                              | Рио-де-Жанейро, Бразилия                     | Бразилия                                     | 3:4                                          | -                                            | Товарищеский матч                            |
| 5                                            | 24 мая 1934                                  | Рим, Италия                                  | Мексика                                      | 4:2                                          | -                                            | Отборочный матч к ЧМ 1934                    |

Итого: 5 матчей / 0 голов; 3 победы, 0 ничьих, 2 поражения.